# Élections sénatoriales philippines de 2022
Les élections sénatoriales philippines de 2022 ont lieu le 9 mai 2022 afin de renouveler la moitié des 24 sièges du Sénat des Philippines.
À l'issue de ces élections, le Sénat reste sans majorité. Les candidats indépendants et le NPC sont en progression, tandis que le PDP–Laban, le PN et le LP sont en baisse.

## Système électoral
Le Sénat des Philippines est la chambre haute de son parlement bicaméral, le Congrès. Il est composé de 24 sièges pourvus pour six ans mais renouvelés par moitié tous les trois ans au scrutin majoritaire plurinominal dans une circonscription nationale unique.
Chaque électeur dispose d'autant de voix que de sièges à pourvoir, soit douze voix, qu'il répartit aux candidats de son choix, à raison d'une voix par candidat. Les partis philippins font campagne en soutenant des listes préétablies de candidats — le plus souvent limitées à douze pour éviter une dispersion des voix — qui peuvent parfois inclure des candidats d'autres partis voire des candidats sans étiquette. Après décompte des résultats, les douze candidats ayant reçu le plus de suffrages sont déclarés élus.
Les sénateurs sont limités à un maximum de trois mandats de six ans, et ne peuvent en effectuer plus de deux de manière consécutive. Les candidats doivent être âgés d'au moins trente cinq ans, posséder la nationalité philippine de naissance, savoir lire et écrire, et avoir résider dans le pays au cours des deux années précédant le scrutin.

## Résultats
| Partis                   | Partis                                                    | Voix       | %   | Sièges      | Sièges | Sièges | Sièges      | Sièges        |  |
| Partis                   | Partis                                                    | Voix       | %   | Total avant | En jeu | Élus   | Total après | +/-           |  |
| ------------------------ | --------------------------------------------------------- | ---------- | --- | ----------- | ------ | ------ | ----------- | ------------- |  |
|                          | Parti démocrate philippin - Pouvoir populaire (PDP–Laban) |            |     | 5           | 1      |        |             |               |  |
|                          | Parti nationaliste (PN)                                   |            |     | 4           | 1      |        |             |               |  |
|                          | Parti libéral (LP)                                        |            |     | 3           | 3      |        |             |               |  |
|                          | Coalition du peuple nationaliste (NPC)                    |            |     | 3           | 2      |        |             |               |  |
|                          | Akbayan                                                   |            |     | 1           | 1      |        |             |               |  |
|                          | Combat des citoyens contre la corruption (CIBAC)          |            |     | 1           | 1      |        |             |               |  |
|                          | Lakas - Démocrates chrétiens musulmans (Lakas-CMD)        |            |     | 1           | 0      |        |             |               |  |
|                          | Laban ng Demokratikong Pilipino (LDP)                     |            |     | 1           | 0      |        |             |               |  |
|                          | Alliance nationaliste unie (UNA)                          |            |     | 1           | 0      |        |             |               |  |
|                          | Autres partis                                             |            |     | 0           | 0      |        |             |               |  |
|                          | Indépendant                                               |            |     | 4           | 3      |        |             |               |  |
|                          |                                                           |            |     |             |        |        |             |               |  |
| Votes valides            |                                                           |            |     |             |        |        |             |               |  |
| Votes blancs et nuls     |                                                           |            |     |             |        |        |             |               |  |
| Total                    | Total                                                     |            | 100 | 24          | 12     | 12     | 24          | en stagnation |  |
| Abstentions              |                                                           |            |     |             |        |        |             |               |  |
| Inscrits / participation | Inscrits / participation                                  | 67 442 714 |     |             |        |        |             |               |  |